# Dolcourt
Dolcourt település Franciaországban, Meurthe-et-Moselle megyében. Lakosainak száma 147 fő (2022. január 1.). Dolcourt Favières, Goviller, Lalœuf és Selaincourt községekkel határos.

## Népesség
A település népességének változása:
| Lakosok száma | 87   | 78   | 83   | 94   | 117  | 126  | 129  | 133  | 141  | 147  |
|               | 1968 | 1982 | 1990 | 2006 | 2013 | 2015 | 2017 | 2019 | 2020 | 2022 |